# Жепче
Жепче (пол. Rzepcze) — село в Польщі, у гміні Ґлоґувек Прудницького повіту Опольського воєводства.
Населення — 299 осіб (2011).

## Демографія
Демографічна структура станом на 31 березня 2011 року:
|          | Загалом | Допрацездатний вік | Працездатний вік | Постпрацездатний вік |
| -------- | ------- | ------------------ | ---------------- | -------------------- |
| Чоловіки | 144     | 22                 | 106              | 16                   |
| Жінки    | 155     | 31                 | 88               | 36                   |
| Разом    | 299     | 53                 | 194              | 52                   |